# Куманьок Порфирій Хомич
Порфирій Хомич Куманьок (26 лютого 1911, село Юрасівка, тепер у складі міста Дружби Ямпільського району Сумської області — 29 липня 1972, місто Київ) — український радянський діяч, 1-й секретар Чернігівського обкому КПУ, голова Чернігівського облвиконкому. Депутат Верховної Ради СРСР 5-го скликання. Депутат Верховної Ради УРСР 3—4-го скликань. Член нелегального ЦК КП(б)У у жовтні 1942 — червні 1943 р. Член ЦК КПУ в 1956—1960 роках. Кандидат у члени ЦК КПУ в 1960—1961 роках.

## Біографія

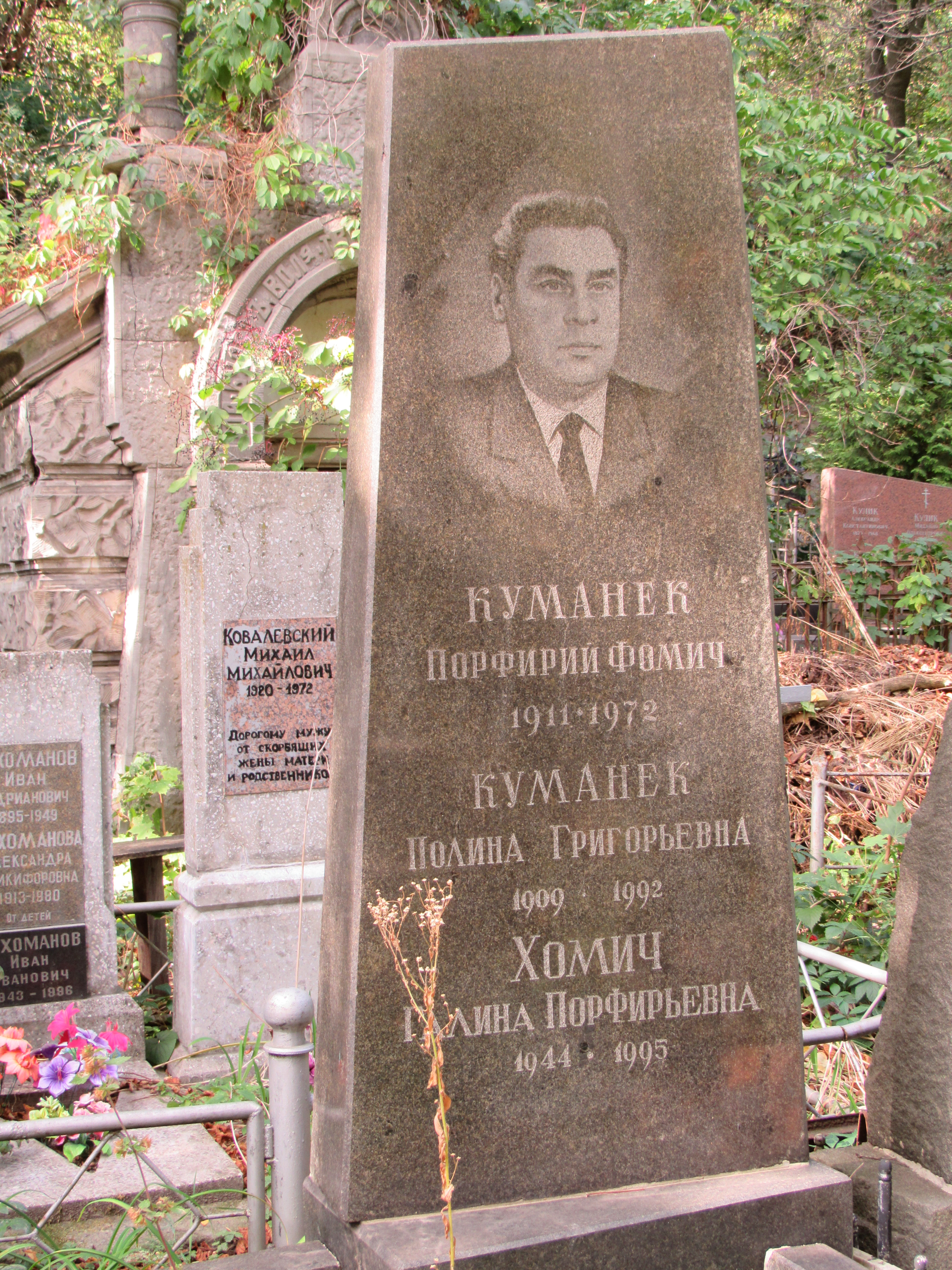
Могила Порфирія Куманька на Байковому кладовищі у Києві

Народився 13 (26) лютого 1911 року в селі Юрасівці в селянській родині. Закінчив семирічну трудову школу.
У 1927—1929 роках — робітник Хутір-Михайлівського рафінадного (цукрового) заводу. З 1929 року — секретар сільської ради.
У 1932—1934 роках — служба на Військово-Морському флоті СРСР.
У 1934—1938 роках — секретар комсомольського комітету Хутір-Михайлівського рафінадного заводу, секретар Ямпільського районного комітету ЛКСМУ Чернігівської області.
З 1938 року — прокурор Червоного району Сумської області.
Член ВКП(б) з 1939 року.
У 1941 році — 1-й секретар Червоного районного комітету КП(б)У Сумської області. У 1941—1942 роках — 1-й секретар Червоного підпільного районного комітету КП(б)У. Учасник німецько-радянської війни.
У червні — жовтні 1942 року — комісар Сумського партизанського з'єднання під командуванням Сабурова. У жовтні 1942 — вересні 1943 року — 1-й секретар Сумського підпільного обласного комітету КП(б)У, начальник штабу з керівництва партизанським рухом в Сумській області.
У вересні 1943 — березні 1944 року — 3-й секретар Сумського обласного комітету КП(б)У.
У березні 1944 — березні 1945 року — 2-й секретар Сумського обласного комітету КП(б)У.
У березні 1945—1947 роках — слухач Вищої школи партійних організаторів при ЦК ВКП(б) у Москві.
У березні (затв. у січні) 1947 — лютому 1954 року — 2-й секретар Житомирського обласного комітету КП(б)У.
У лютому — квітні 1954 року — інспектор ЦК КПУ.
У лютому 1954 — липні 1955 року — 2-й секретар Чернігівського обласного комітету КПУ.
У липні 1955 — вересні 1959 року — 1-й секретар Чернігівського обласного комітету КПУ.
У вересні 1959 — лютому 1961 року — голова виконавчого комітету Чернігівської обласної ради депутатів трудящих.
З 1961 року — на господарській роботі у Києві. Похований на Байковому цвинтарі.

## Нагороди
- два ордени Леніна (13.11.1942, 26.02.1958)
- орден Трудового Червоного Прапора
- орден Червоного Прапора
- медалі